# Mięsień prostownik długi palców
Mięsień prostownik długi palców (ang. extensor digitorum longus muscle, łac. musculus extensor digitorum longus) – w anatomii człowieka mięsień kończyny dolnej należący do grupy przedniej mięśni goleni.
Rozpoczyna się na kłykciu bocznym kości piszczelowej, głowie i brzegu przednim strzałki, błonie międzykostnej, przegrodzie międzymięśniowej przedniej goleni i powierzchni wewnętrznej powięzi goleni. W połowie goleni mięsień po swojej stronie przyśrodkowej tworzy silne ścięgno, przechodzące u dołu przez boczny przedział troczka górnego prostowników i troczka dolnego prostowników na stronę grzbietową stopy, tu dzielące się na cztery ścięgna biegnące w stronę palców II–V i przechodzące w ich rozcięgna grzbietowe, kończąc się na podstawach paliczków środkowych i dalszych. Mięsień strzałkowy trzeci, kończący się na grzbietowo-przyśrodkowej powierzchni podstawy V, a często także IV kości śródstopia, może być częściowo lub całkowicie z nim połączony, stanowiąc wtedy jego część, a nie osobny mięsień.
Unaczyniony jest przez tętnicę piszczelową przednią, a unerwiony przez nerw strzałkowy głęboki (L4–S1).
Mięsień ten działa na wiele stawów w obrębie stopy. Jego skurcz w stawie skokowym górnym powoduje zgięcie grzbietowe, w stawie podskokowym (skokowym dolnym) – nawrócenie (ewersję) stopy, a w stawach śródstopno-paliczkowych i międzypaliczkowych powoduje prostowanie.